# Roetbruine lijsterdikkop
De roetbruine lijsterdikkop (Colluricincla tenebrosa) is een zangvogel uit de familie Pachycephalidae (dikkoppen en fluiters).

## Taxonomie
De groep waartoe deze soort behoort  werd vroeger Colluricincla umbrina genoemd. Uit onderzoek bleek dat deze naam strijdig was met de nomenclatuurregels. In de IOC World Bird List versie 9.2 wordt de soort en de ondersoorten daarom, en mede op grond van in 2018 gepubliceerd moleculair genetisch onderzoek, anders ingedeeld en genoemd.

## Verspreiding en leefgebied
Deze soort is endemisch in de bergen van Nieuw-Guinea en telt twee ondersoorten:
- C. t. atra: noordelijke gelegen hellingen van het centrale bergland van Nieuw-Guinea
- C. t. tenebrosa: zuidelijk hellingen van het centrale bergland van Nieuw Guinea

Het leefgebied bestaat uit regenwoud en montaan regenwoud.

## Status
De grootte van de populatie is niet gekwantificeerd maar de soort wordt omschreven als schaars. Op de Rode lijst van de IUCN heeft deze soort de status niet bedreigd.